# Martin Feuchtwanger

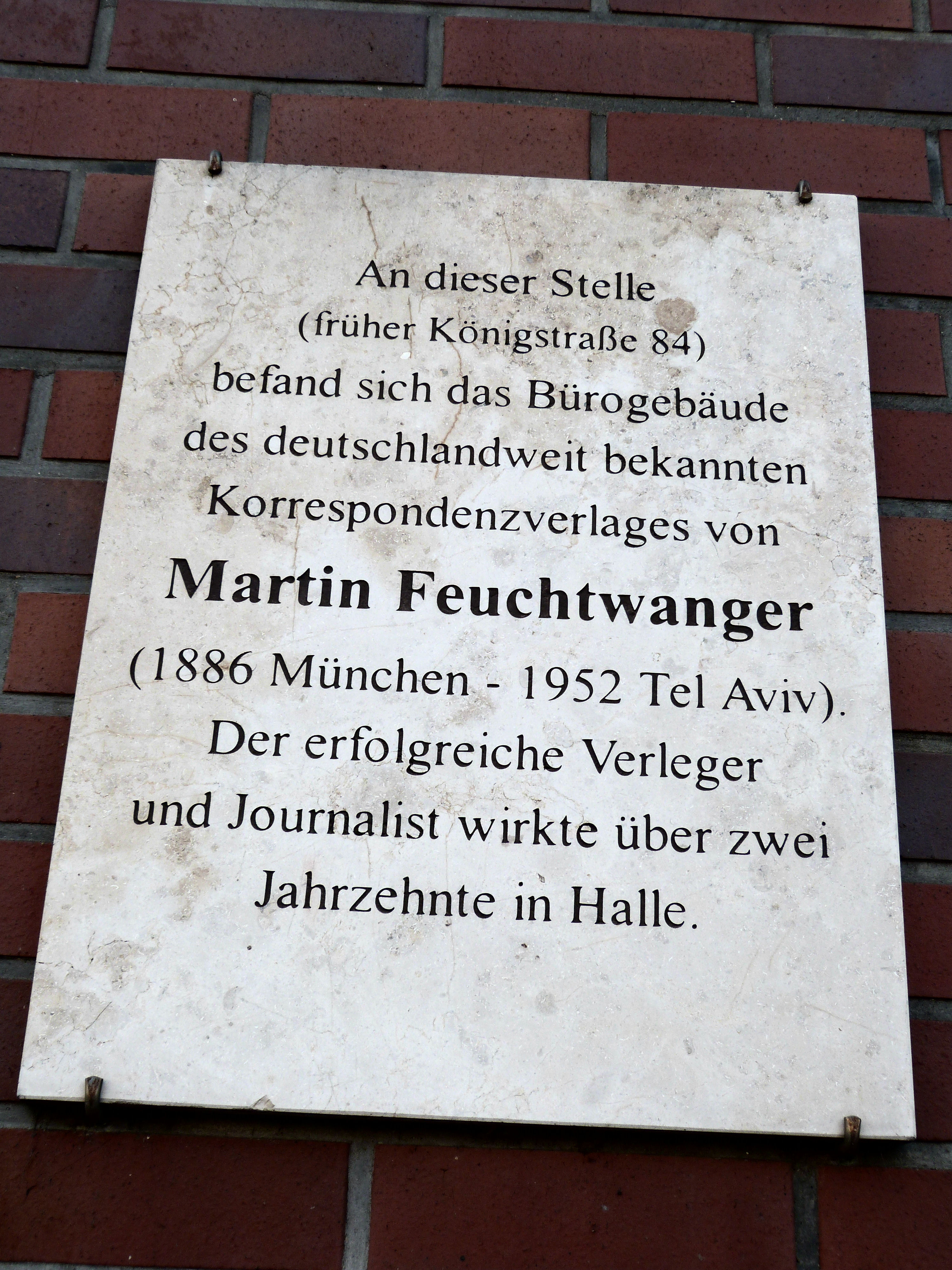
Gedenktafel am Geschäftshaus Rudolf-Breitscheid-Straße 10, Halle (Saale)

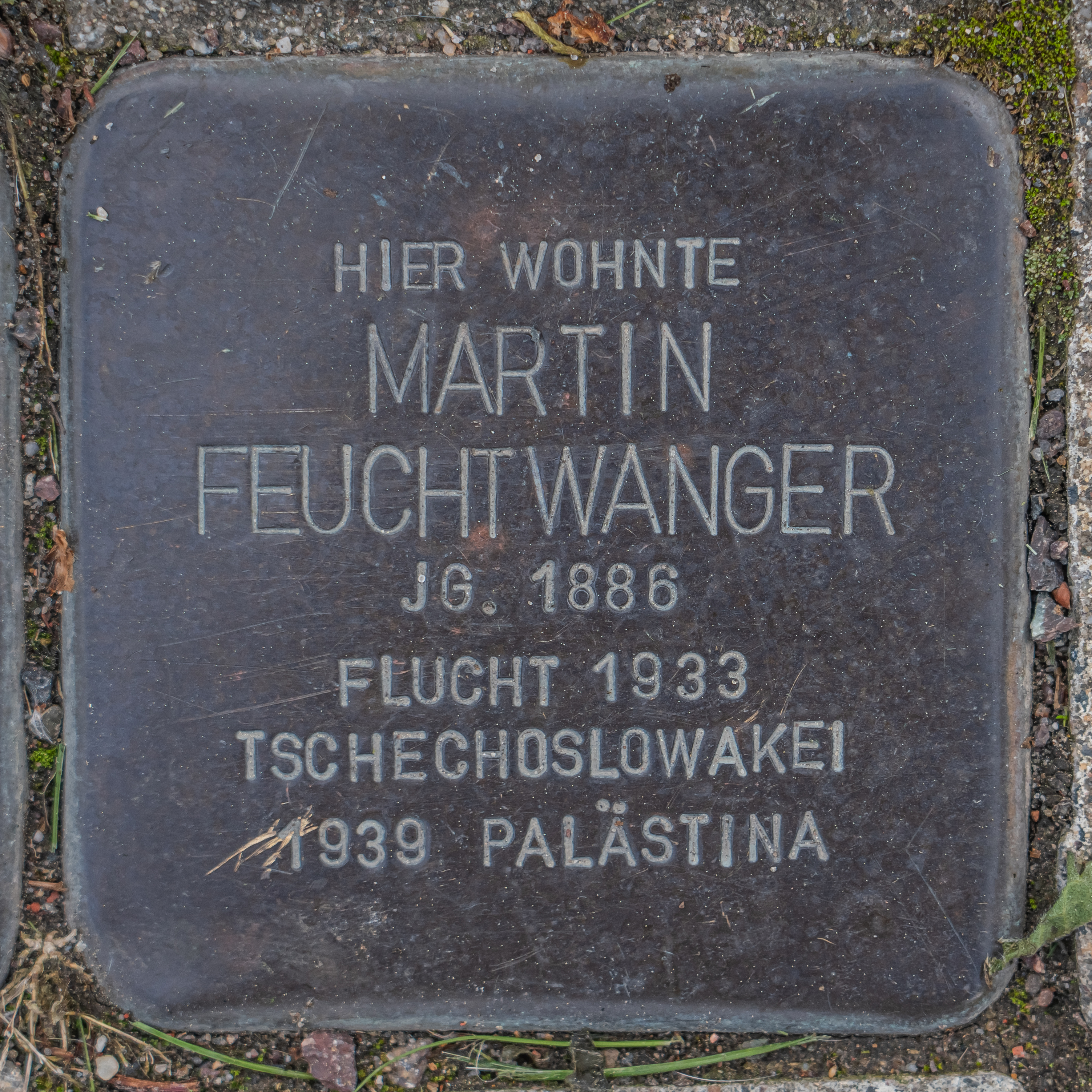
Stolperstein für Martin Feuchtwanger in Halle

Martin Mosche Feuchtwanger (geboren 18. Dezember 1886 in München; gestorben 9. November 1952 in Tel Aviv) war ein deutscher Schriftsteller, Journalist und Verleger, der vor allem in den 1920er und frühen 1930er Jahren bekannt wurde.

## Leben
Feuchtwanger war zunächst Redakteur, dann Chefredakteur der Saalezeitung und in der Folge Gründer und Leiter des Fünf-Türme-Verlages in Halle.

1933 flüchtete er nach Prag und übernahm dort einen weiteren Verlag, indem er als Mantel mit einer bestehenden Konzession den dort stillliegenden Verlag Gustav Neugebauer  verwendete. Nach dem in der Tschechoslowakei geltenden Recht durften Nichtstaatsangehörige nämlich keine eigene Firma gründen. Die ursprüngliche Betreiber-Familie Neugebauer, die in Prag den Verlag (und eine Buchhandlung) besessen hatte, hatte die Tschechoslowakei schon 1919 nach Salzburg verlassen, wo sie die Meyrische Buchhandlung übernahm. Im Verlag Gustav Neugebauer in Prag brachte Feuchtwanger ab 1934 vier erfolgreiche Buchserien heraus. Bald schon wurde die Auslandsabteilung des deutschen Börsenvereins auf diesen Exilantenverlag aufmerksam (auch durch Denunzierung der Konkurrenz). Die Staatsanwaltschaft Leipzig war bei der Suche nach Exilanten-Literatur auch in Prag tätig geworden. Bei einer Befragung im September 1936 distanzierte sich der Mitbesitzer des Verlages Arthur Heller von Martin Feuchtwanger. Während seiner Zeit in Prag war Feuchtwanger auch in Paris als Verleger tätig geworden (Edition Olympia). Er flog deswegen alle paar Monate von Prag nach Paris.
Feuchtwanger wurde im Juni 1938 von Hitlerdeutschland ausgebürgert. Er flüchtete daraufhin nach Palästina und betrieb in Tel Aviv den Exilverlag Edition Olympia weiter.
Martin Feuchtwanger war der jüngere Bruder von Lion und Ludwig Feuchtwanger.

## Werke (Auswahl)
- Zukunft ist ein blindes Spiel. Erinnerungen, München 1989 (mehrere Auflagen)